# 해리슨관코박쥐
해리슨관코박쥐(Murina harrisoni)는 애기박쥐과에 속하는 박쥐의 일종이다. 관코박쥐속의 둥근귀관코박쥐군(cyclotis-group)에 속한다. 최근에 발견되고 기재되었다. 옆구리 비막이 붙어있는 지점과 큰 두개골 구조, 독특한 부리 모양 그리고 윗 앞니의 상대적인 크기가 특징적이다. [캄보디아]] 끼리롬국립공원에서 알려져 있으며, 교란된 준-상록수 대상림에서 표본이 수집되었다. 태국에서도 발견된 기록이 있다.